# Rowlandius monticola
Espèce
Rowlandius monticola est une espèce de schizomides de la famille des Hubbardiidae.

## Distribution
Cette espèce est endémique de la province de Santiago de Cuba à Cuba,. Elle se rencontre vers Santiago de Cuba de 1 100 à 1 234 m d'altitude.

## Description
Le mâle holotype mesure 3,65 mm, et les mâles mesurent de 3,12 à 3,65 mm et les femelles de 3,50 à 4,00 mm.

## Publication originale
- Armas, 2002 : Nuevas especies de Rowlandius Reddell & Cokendolpher, 1995 (Schizomida: Hubbardiidae) de Cuba. Revista Iberica de Aracnologia, vol. 6, p. 149–167 (texte intégral).